# Анофтальм
Анофтальм — недорозвинення очного яблука, відсутність одного або обох очей.

Справжній анофтальм, як правило односторонній, пов'язаний з недорозвиненням переднього мозку або з порушенням відходження зорового нерва на периферію в процесі розвитку. Зоровий отвір відсутній.

Причиною несправжнього анофтальму є затримка розвитку очного яблука. На краніограмі (рентгенограмі кісток черепа) зоровий отвір завжди є.

Анофтальм обумовлений рецесивним аутосомним геном. У гомозигот за цією ознакою очні яблука відсутні, у гетерозигот вони значно менше, ніж в нормі.
Набутий анофтальм є наслідком травми ока, а також хірургічного втручання.